# Austrodecus varan
Austrodecus varan är en havsspindelart som beskrevs av Child, C.A. 1994. Austrodecus varan ingår i släktet Austrodecus och familjen Austrodecidae. Inga underarter finns listade.